# Droga wojewódzka 674
Die Droga wojewódzka 674 (DW 674) ist eine 21 Kilometer lange Droga wojewódzka (Woiwodschaftsstraße) in der polnischen Woiwodschaft Podlachien, die die Sokółka und Krynki verbindet. Die Strecke liegt im Powiat Sokólski.

## Streckenverlauf
Woiwodschaft Podlachien, Powiat Sokólski
-  Sokółka (DK 19, DW 673)
- Stara Kamionka
- Słójka
- Szudziałowo
- Ostrówek
-  Krynki (DW 676)